# Lophuda purpuraria
Lophuda purpuraria là một loài bướm đêm trong họ Noctuidae.